# Danziger Bank für Handel und Gewerbe
Danziger Bank für Handel und Gewerbe A.G. (Gdański Bank Handlu i Przemysłu S.A.) – bank o kapitale niemieckim działający w Gdańsku w latach 1921–1933.

## Historia
W 1921 przy udziale Dresdner Bank A.G. przekształcony z istniejącej od 1909 gdańskiej filii banku Ost Bank für Handel und Gewerbe A.G. (Wschodniego Banku Handlu i Przemysłu S.A.) z Królewca. Jego współudziałowcem był Darmstädter Bank für Handel und Industrie. W 1933 bank został przejęty przez fuzję z Dresdner Bank A.G..

## Siedziba
Przez cały okres działalności siedziba banku mieściła się przy Langer Markt 30 (Długi Targ) (1921-1933).